# Roberto Nurse
Roberto Antonio Nurse Anguiano, né le 16 décembre 1983 à Cuernavaca au Mexique, est un footballeur international panaméen d'origine mexicaine, qui évolue au poste d'attaquant.

## Biographie

### Carrière en club
Avec le club des Chivas USA, il joue cinq matchs en Major League Soccer, et inscrit un but en Ligue des champions de la CONCACAF.

### Carrière internationale
Roberto Nurse reçoit sa première sélection en équipe du Panama le 31 mai 2014, contre la Serbie (match nul 1-1). Il inscrit son premier but le 7 septembre 2014, contre le Costa Rica, lors d'un match de la Copa Centroamericana 2014 (match nul 2-2). 
Il participe avec l'équipe du Panama à la Gold Cup de 2015, puis à la Copa América Centenario. Le Panama se classe troisième de la Gold Cup 2015. Roberto Nurse joue trois matchs lors de ce tournoi, et un inscrit un but contre les États-Unis.

## Palmarès

### En club
| Querétaro - Championnat du Mexique D2 (2) : - Champion : 2005 (clôture) et 2008 (clôture). |  | Chivas USA - Coupe de la MLS (1) : - Vainqueur : 2008. |  | Dorados de Sinaloa - Championnat du Mexique D2 (1) : - Champion : 2015 (clôture). |

### Distinctions personnelles
- Meilleur buteur de Ascenso MX en 2014 (clôture) (11 buts), 2015 (clôture) (10 buts) et 2016 (ouverture) (16 buts)